# Мирослав Ментель
Мирослав Ментель (словац. Miroslav Mentel, нар. 2 грудня 1962, Шурани) — словацький футболіст, що грав на позиції воротаря, зокрема за братиславський «Інтер». По завершенні ігрової кар'єри — тренер.

## Ігрова кар'єра
У дорослому футболі дебютував 1980 року виступами за команду «Інтер» (Братислава), в якій провів три сезони, взявши участь у 51 матчі чемпіонату. 
Протягом 1983—1993 років захищав ворота «Дукли» (Банська Бистриця), знову братиславського «Інтера» та «ДАК 1904».
Згодом виступав за японський «Урава Ред Даймондс» та чеську  «Опаву».
Завершував ігрову кар'єру у команді «Дубниця», за яку виступав протягом 1996—1997 років.

## Кар'єра тренера
Розпочав тренерську кар'єру, повернувшись до футболу після невеликої перерви, 2001 року, очоливши тренерський штаб клубу «Опава», де пропрацював з 2001 по 2002 рік.
Згодом працював тренером воротарів у «Сениці» та тренерському штабі національної збірної Словаччини.